# 레드우드성

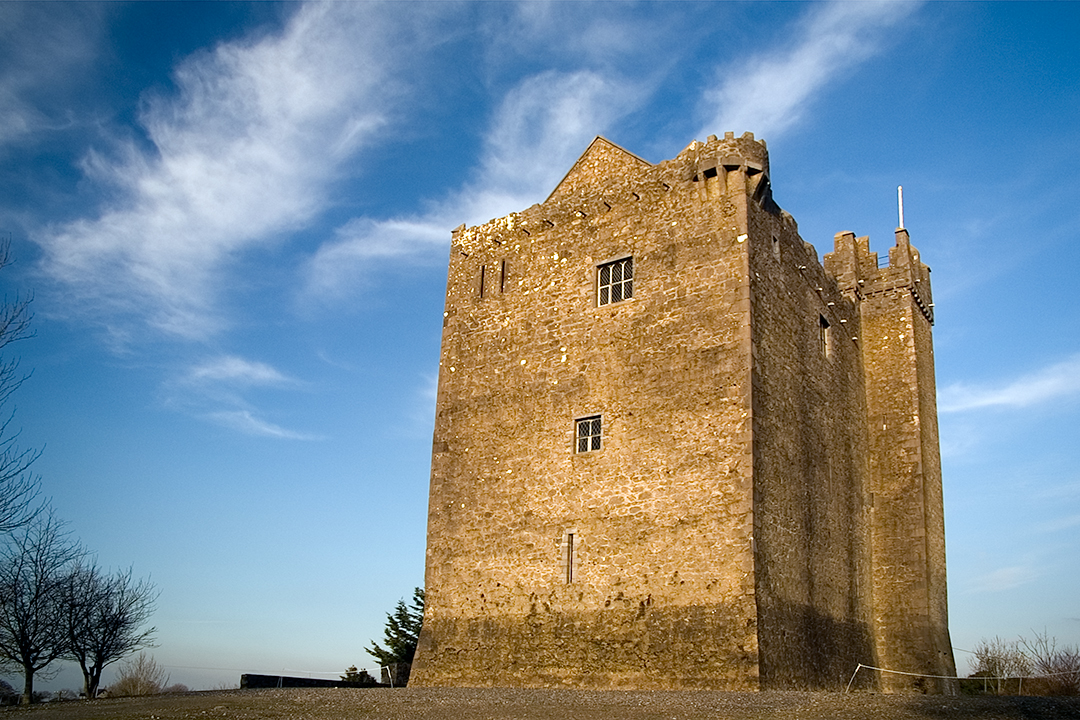

레드우드성(Redwood Castle, 아일랜드에서의 호칭: Egan Castle 또는 Caislean Choillte Rua)은 아일랜드 티퍼레리주의 로라(Lorrha) 근처에 있는 노르만 성이다.
이 성은 서기 1200년경 노르만인에 의해 건설되었으며, c. 1350년, 맥 아오다간(Mac Aodhagáin, 곧 MacEgan, Egan, Keegan)이 땅에 설치되었다.
세습 브레혼(Brehons) 또는 변호사로서 맥 아오다간 일족은 이곳에 학습 학교를 설립했으며 수백 년 동안 가족의 후원을 받았다.
성은 1350년부터 상당한 작업을 통해 여러 번 확장되고 개조되었다.
성은 1650년 경까지 (맥)에간 가족이 지속적으로 점유하고 소유했다가 이후, 크롬웰 왕조의 아일랜드 정복 당시 압수되어 불태워졌다.
이 유적지는 1972년 메이요 카운티 변호사인 마이클 J. 에간(Michael J. Egan)이 건물을 구입하여 개조할 때까지 두꺼운 외벽만 남아 있는 채 300년 넘게 폐허로 남아 있었다. 성은 개인 거주지로 남아 있지만, 금융 유산/문화세 경감은 성이 여름 동안 정기적으로 대중에게 공개된다는 것을 의미한다. 이는 노스 티퍼레리(North Tipperary) 보호 구조물 목록에 있는 보호 구조물(참조 S329)이다.
이 성에서는 2000년, 2004년, 2008년에 여러 차례 "클랜 에간(Clan Egan)" 집회가 열렸다.